# Я (фільм)
I Am - SM Town Live World Tour in Madison Square Garden — південнокорейський документальний фільм 2012 року, знятий режисером Чхве Джінсоном. У якому розповідається про 32 K-pop-виконавців проєкту SM Town та їхню мету стати першими азійськими співаками, які влаштують визначний концерт SM Town Live '10 World Tour у Медісон-сквер-гарден у Нью-Йорку. Спочатку прем'єра фільму в Кореї була запланована на 10 травня 2012 року, але згодом була перенесена на 21 червня 2012 року через проблеми зі звуком.

## Сюжет
У фільмі відтворюються закулісні кадри з кожним із 32 артистів SM Town, демонструються їхні репетиції, повсякденне життя, інтерв’ю, відеощоденники та неопубліковані до цього архівні файли.

## В ролях
- Канта
- БоА
- TVXQ: Ю-Ноу Юнхо, Макс Чханмін
- Super Junior: Іхтик, Єсон, Сіндон, Сонмін, Инхьок, Донхе, Сівон, Рьоук та Кюхьон.
- Girls' Generation: Тхейон, Джессіка, Санні, Тіффані, Хьойон, Юрі, Суйон, Юна та Сохьон.
- Shinee: Онью, Джонхьон, Кі, Мінхо та Тхемін
- f(x): Вікторія, Ембер, Луна, Соллі та Крістал.

## Музика
24 квітня 2012 року SM Town випустив музичну тему до фільму «Dear My Family» та музичне відео до неї. Це був ремейк однойменної пісні з третього альбому Ю Йонджіна 2001 року та 2002 Winter Vacation in SMTown.com – My Angel My Light у виконанні Канти, Мун Хіджуна, S.E.S., Shinhwa, Fly to the Sky і БоА. Версію 2012 року виконали БоА, Канта, TVXQ, Єсон із Super Junior, Тхейон із Girls' Generation, Джонхьон із Shinee, Луна з f(x) і Пекхьон, D.O., Лухань і Чен з Exo.

## Міжнародний прокат
- США: 13—19 липня 2012 року в CGV CINEMAS у Лос-Анджелесі[6]
- Індонезія: 18—20 травня 2012 року в Blitz Megaplex theater у Джакарті[7]
- Гонконг: 18—30 травня 2012[8]
- Сінгапур: 25 травня 2012
- Тайвань: 25 травня 2012[9]
- Японія: 2 червня 2012[10][11]
- Таїланд: 7—8 липня 2012 (тільки в Paragon Cineplex у Siam Paragon, Бангкок)
- В'єтнам: 22 червня 2012[12]

## Вихід на DVD
- Японія:  3 жовтня 2012[13]
- США: 6 листопада 2012[14]
- Тайвань: 19 жовтня 2012
- Гонконг: 25 вересня 2012
- Корея: 27 вересня 2012
- Таїланд: 6 грудня 2012